# أرمينيا في العصور الوسطى

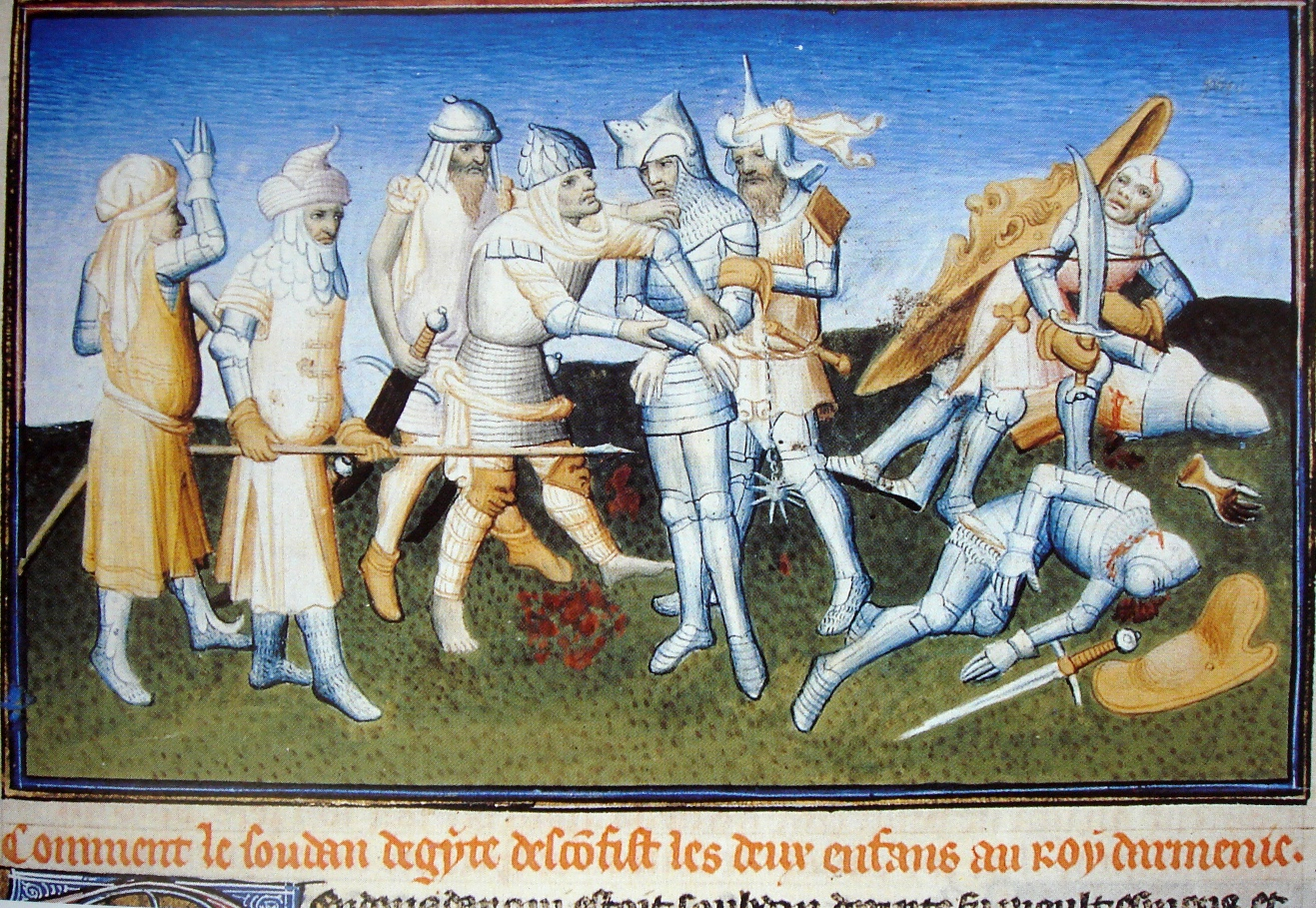

يشير مصطلح أرمينيا في العصور الوسطى إلى تاريخ أرمينيا خلال العصور الوسطى. تأتي هذه المرحلة بعد أرمينيا القديمة وتغطي فترةً تقارب ثمانية قرون، بدءًا من الفتح الإسلامي لأرمينيا في القرن السابع. تشمل الأحداث الرئيسية خلال هذه الفترة ولادة مملكة أرمنية في عهد سلالة باغراتوني، تلاها وصول الأتراك السلاجقة. هاجر جزء من الشعب الأرمني في هذه الفترة إلى قيليقية طلبًا للجوء من الغزوات، في حين شهدت بقايا أرمينيا الشرقية إنشاء أرمينيا الزاكاريدية التابعة لمملكة جورجيا. شهدت هذه الفترة أيضًا ظهور الأسرة الحاكمة في آرتساخ.
أنشأ الأرمن في قيليقية دولةً صليبية تحت مسمى مملكة قيليقية الأرمنية، والتي كانت آخر دولة أرمنية مستقلة بالكامل على مدار القرون اللاحقة حتى إنشاء أرمينيا الحديثة. يمثل وصول الإمبراطورية المغولية إلى المنطقة، وما تلاه من ازدهار العديد من الاتحادات التركية المغولية وسقوطها، نقطةَ تحول في تاريخ الشعب الأرمني، والتي حددها التدفق الكبير للشعوب الناطقة بالتركية إلى وطنهم. في نهاية العصور الوسطى، أصبحت فكرة الدولة الأرمنية في خبر كان، مع انضواء الأجزاء الغربية من أرمينيا تحت راية الإمبراطورية العثمانية، واستيلاء العثمانيين على الجزء الشرقي من أرمينيا.

## خلفية
خضعت أرمينيا الغربية للسيطرة البيزنطية منذ تقسيم مملكة أرمينيا في عام 387، بينما حكمت الإمبراطورية الساسانية أرمينيا الشرقية بدءًا من عام 428. بصرف النظر عن النزاعات الدينية، برز العديد من الأرمن في الإمبراطورية البيزنطية وتبوّءوا مناصب رئيسية. كافح الشعب في أرمينيا الساسانية لصون دينهم المسيحي، ووصل هذا الصراع إلى ذروته في معركة أواراير. على الرغم من اعتبار المعركة هزيمةً عسكرية، فقد نجح خليفة فارتان ماميجيانيان، فاهان، بإجبار الفرس على منح الحرية الدينية للأرمن المسيحيين في معاهدة نوارساك عام 484.

## الغزو العربي
بعد وفاة النبي محمّد في عام 632، ذهب العرب إلى توسيع نطاق دينهم في جميع أنحاء الشرق الأوسط. في عام 639، استولى عبد الرحمن بجيش قوامه 18,000 من المحاربين على تارون ونهب البلاد. في عام 642، سيطر المسلمون على دفينا، وذبحوا 12,000 من سكانها واتخذوا 35,000 آخرين عبيدًا لهم. قاد الأمير ثيودوروس رشتوني المقاومة وحرر الأرمن المستعبدين. على أي حال، وافق ثيودوروس في النهاية على حكم العرب لأرمينيا، لتخضع أرمينيا بأكملها في عام 645 للحكم الإسلامي. اشتملت هذه الفترة التي استمرت قرنين من الزمن على عدد قليل من الثورات محدودة النطاق، التي لم تحمل الطابع الأرمني عمومًا. قُوّضت معظم العائلات الأرمينية الصغيرة بهدف تعزيز جبروت عائلتي الباغراتوني والآرتسروني.

## أرمينيا الباغراتونية
مع تضاؤل القوة الإسلامية، زاد نفوذ أشوت الأول من عائلة باغراتوني في أرمينيا. أصبح أميرًا للأمراء في عام 861، واعتُرف به ملكًا لأرمينيا من قبل كل من خليفة بغداد وإمبراطور القسطنطينية في عام 885 بعد حرب ضد الأمراء العرب المجاورين. بعد أكثر من 450 عامًا من الاحتلال الأجنبي، استعاد الأرمن أخيرًا سيادتهم في أراضي أجدادهم. على الرغم من جهود البارغاتونيين الهادفة للسيطرة على جميع الأسر النبيلة الأرمنية، انشق الأرتسرونيون والسيونيون في النهاية عن الحكم المركزي. نقل أشوت الثالث العاصمة من قارص إلى آني، والتي أصبحت تُعرف باسم «مدينة الألف كنيسة وكنيسة». أصبحت آني مركزا ثقافيًا واقتصاديًا هامًا في المنطقة. سقطت أرمينيا الباغراتونية في عام 1045 لصالح البيزنطيين ثم في عام 1064 لصالح الأتراك السلاجقة.

## مملكة قيليقية الأرمينية
تأسست مملكة قيليقية على يد أسرة روبينيانير، وهي فرع من سلالة باغراتوني التي سيطرت خلال فترات مختلفة على عروش أرمينيا وجورجيا. اتخذوا من سيس عاصمةً لهم.
كانت قيليقية حليفًا قويًا للصليبيين الأوروبيين، ورأت نفسها معقلًا للمسيحية في الشرق، وشكلت محورًا للقومية والثقافة الأرمنية نظرًا إلى خضوع أرمينيا للاحتلال الأجنبي في ذلك الوقت. في منتصف القرن الثالث عشر، سلّم ملك أرمينيا هيتوم الأول البلاد طواعيةً إلى الحكم المغولي، وحاول تشجيع الدول الأخرى على أن تحذو حذوه، لكنه لم يتمكن من إقناع صهره، بوهيموند السادس من أنطاكية، الذي استسلم في 1259؛ دُمرت أنطاكية من قبل المسلمين بدافع الانتقام في عام 1268. ظلت قيليقية تابعةً للمغولية إلى حين تدميرها أيضًا في منتصف القرن الرابع عشر من قبل المماليك المصريين.